# Saint-Éloi (Nièvre)
Pour les articles homonymes, voir Saint-Éloi.
Saint-Éloi est une commune française située dans le département de la Nièvre, en région Bourgogne-Franche-Comté.

## Géographie

### Communes limitrophes
Les communes limitrophes sont Coulanges-lès-Nevers, Nevers, Montigny-aux-Amognes, Sauvigny-les-Bois, Sermoise-sur-Loire et Chevenon.

### Climat
Pour des articles plus généraux, voir Climat de la Bourgogne-Franche-Comté et Climat de la Nièvre.
En 2010, le climat de la commune est de type climat océanique dégradé des plaines du Centre et du Nord, selon une étude du Centre national de la recherche scientifique s'appuyant sur une série de données couvrant la période 1971-2000. En 2020, Météo-France publie une typologie des climats de la France métropolitaine dans laquelle la commune est exposée à un climat océanique altéré et est dans la région climatique  Centre et contreforts nord du Massif Central, caractérisée par un air sec en été et un bon ensoleillement. 
Pour la période 1971-2000, la température annuelle moyenne est de 11,1 °C, avec une amplitude thermique annuelle de 16 °C. Le cumul annuel moyen de précipitations est de 811 mm, avec 11,7 jours de précipitations en janvier et 7,8 jours en juillet. Pour la période 1991-2020, la température moyenne annuelle observée sur la station météorologique de Météo-France la plus proche, « Varennes-boulor », sur la commune de Varennes-Vauzelles à 7 km à vol d'oiseau, est de 11,9 °C et le cumul annuel moyen de précipitations est de 854,7 mm. 
La température maximale relevée sur cette station est de 41,8 °C, atteinte le 10 août 2003 ; la température minimale est de −13,8 °C, atteinte le 1er mars 2005,,. 
Les paramètres climatiques de la commune ont été estimés pour le milieu du siècle (2041-2070) selon différents scénarios d'émission de gaz à effet de serre à partir des nouvelles projections climatiques de référence DRIAS-2020. Ils sont consultables sur un site dédié publié par Météo-France en novembre 2022.

## Urbanisme

### Typologie
Au 1er janvier 2024, Saint-Éloi est catégorisée bourg rural, selon la nouvelle grille communale de densité à sept niveaux définie par l'Insee en 2022.
Elle appartient à l'unité urbaine de Nevers, une agglomération intra-départementale regroupant huit  communes, dont elle est une commune de la banlieue,,. Par ailleurs la commune fait partie de l'aire d'attraction de Nevers, dont elle est une commune de la couronne,. Cette aire, qui regroupe 93 communes, est catégorisée dans les aires de 50 000 à moins de 200 000 habitants,.

### Occupation des sols
L'occupation des sols de la commune, telle qu'elle ressort de la base de données européenne d’occupation biophysique des sols Corine Land Cover (CLC), est marquée par l'importance des territoires agricoles (55,4 % en 2018), en diminution par rapport à 1990 (64 %). La répartition détaillée en 2018 est la suivante : prairies (39,3 %), forêts (18,6 %), terres arables (16 %), zones urbanisées (13,3 %), zones industrielles ou commerciales et réseaux de communication (8 %), mines, décharges et chantiers (2,9 %), eaux continentales (1,9 %), zones agricoles hétérogènes (0,1 %). L'évolution de l’occupation des sols de la commune et de ses infrastructures peut être observée sur les différentes représentations cartographiques du territoire : la carte de Cassini (XVIIIe siècle), la carte d'état-major (1820-1866) et les cartes ou photos aériennes de l'IGN pour la période actuelle (1950 à aujourd'hui).

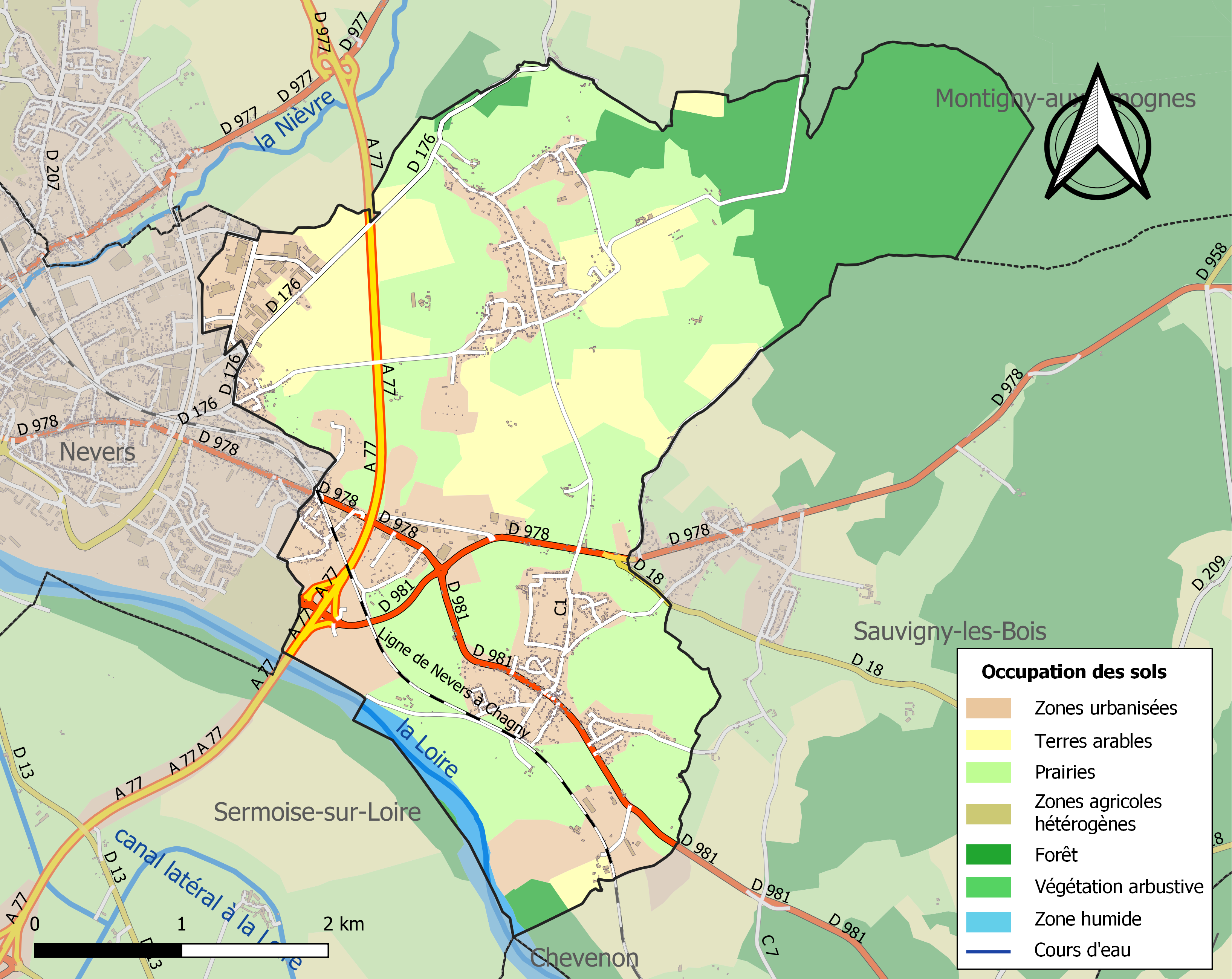
Carte des infrastructures et de l'occupation des sols de la commune en 2018 (CLC).

## Histoire
Le nom de la commune vient de Eligius, célèbre ministre du roi Dagobert, saint Éloi patron des forgerons.
La terre de Saint-Éloi fut acquise par les ducs de Nevers en 1559, elle suivit alors les destinés du duché. Elle appartint jusqu'au XIIIe siècle semble-t-il, aux religieux de Saint-Étienne de Nevers[réf. nécessaire].
La commune actuelle est formée de la réunion, entre 1790 et 1794, des anciennes paroisses de Saint-Éloi et de Chaluzy.
 Au cours de la période révolutionnaire de la Convention nationale (1792-1795), la commune porta provisoirement le nom de Loi.

## Politique et administration

### Liste des maires
| Période                                  | Période                  | Identité              | Étiquette   | Qualité                                                           |
| ---------------------------------------- | ------------------------ | --------------------- | ----------- | ----------------------------------------------------------------- |
| 1929                                     | 1945                     | Guillaume du Verne    |             |                                                                   |
| 1945                                     | 1947                     | Émile Joly            |             |                                                                   |
| 1947                                     | 1966                     | Guillaume du Verne    |             |                                                                   |
| 1966                                     | juin 1995                | Maurice Devillechaise | PS puis DVG | Artisan                                                           |
| juin 1995                                | mars 2014                | Jean-Marc Duly        | DVD         |                                                                   |
| mars 2014                                | avril 2016               | Robert Ducreux        | DVD         |                                                                   |
| avril 2016                               | En cours (au avril 2016) | Jérôme Malus          | DVD         | Vendeur véhicule utilitaire, conseiller départemental depuis 2021 |
| Les données manquantes sont à compléter. |                          |                       |             |                                                                   |

## Population et société

### Démographie
L'évolution du nombre d'habitants est connue à travers les recensements de la population effectués dans la commune depuis 1793. Pour les communes de moins de 10 000 habitants, une enquête de recensement portant sur toute la population est réalisée tous les cinq ans, les populations de référence des années intermédiaires étant quant à elles estimées par interpolation ou extrapolation. Pour la commune, le premier recensement exhaustif entrant dans le cadre du nouveau dispositif a été réalisé en 2004.

En 2022, la commune comptait 2 220 habitants, en évolution de +4,32 % par rapport à 2016 (Nièvre : −3,28 %, France hors Mayotte : +2,11 %).
| 1793 | 1800 | 1806 | 1821 | 1831 | 1836 | 1841 | 1846 | 1851 |
| ---- | ---- | ---- | ---- | ---- | ---- | ---- | ---- | ---- |
| 620  | 510  | 495  | 598  | 624  | 719  | 677  | 767  | 815  |

| 1856 | 1861 | 1866 | 1872 | 1876 | 1881 | 1886 | 1891 | 1896 |
| ---- | ---- | ---- | ---- | ---- | ---- | ---- | ---- | ---- |
| 861  | 866  | 869  | 804  | 801  | 801  | 747  | 807  | 770  |

| 1901 | 1906 | 1911 | 1921 | 1926 | 1931 | 1936 | 1946 | 1954 |
| ---- | ---- | ---- | ---- | ---- | ---- | ---- | ---- | ---- |
| 779  | 787  | 750  | 726  | 730  | 795  | 739  | 762  | 819  |

| 1962 | 1968 | 1975  | 1982  | 1990  | 1999  | 2004  | 2006  | 2009  |
| ---- | ---- | ----- | ----- | ----- | ----- | ----- | ----- | ----- |
| 898  | 946  | 1 000 | 1 484 | 1 805 | 1 904 | 1 930 | 2 015 | 2 004 |

| 2014  | 2019  | 2022  | - | - | - | - | - | - |
| ----- | ----- | ----- | - | - | - | - | - | - |
| 2 149 | 2 221 | 2 220 | - | - | - | - | - | - |

### Sports
La commune de Saint-Éloi compte deux clubs sportifs  :
- l'Avenir Sportif Saint-Eloi Tennis de Table (A.S.S.E.T.T.) ,
- l'AS Saint-Éloi Football.

### Événements
- Passages du Tour de France 2003 lors des 5e étape et 6e étape, Troyes-Nevers et Nevers-Lyon et du Tour de France 2021 lors de la 7e étape, Vierzon-Le Creusot.

## Culture locale et patrimoine

### Lieux et monuments

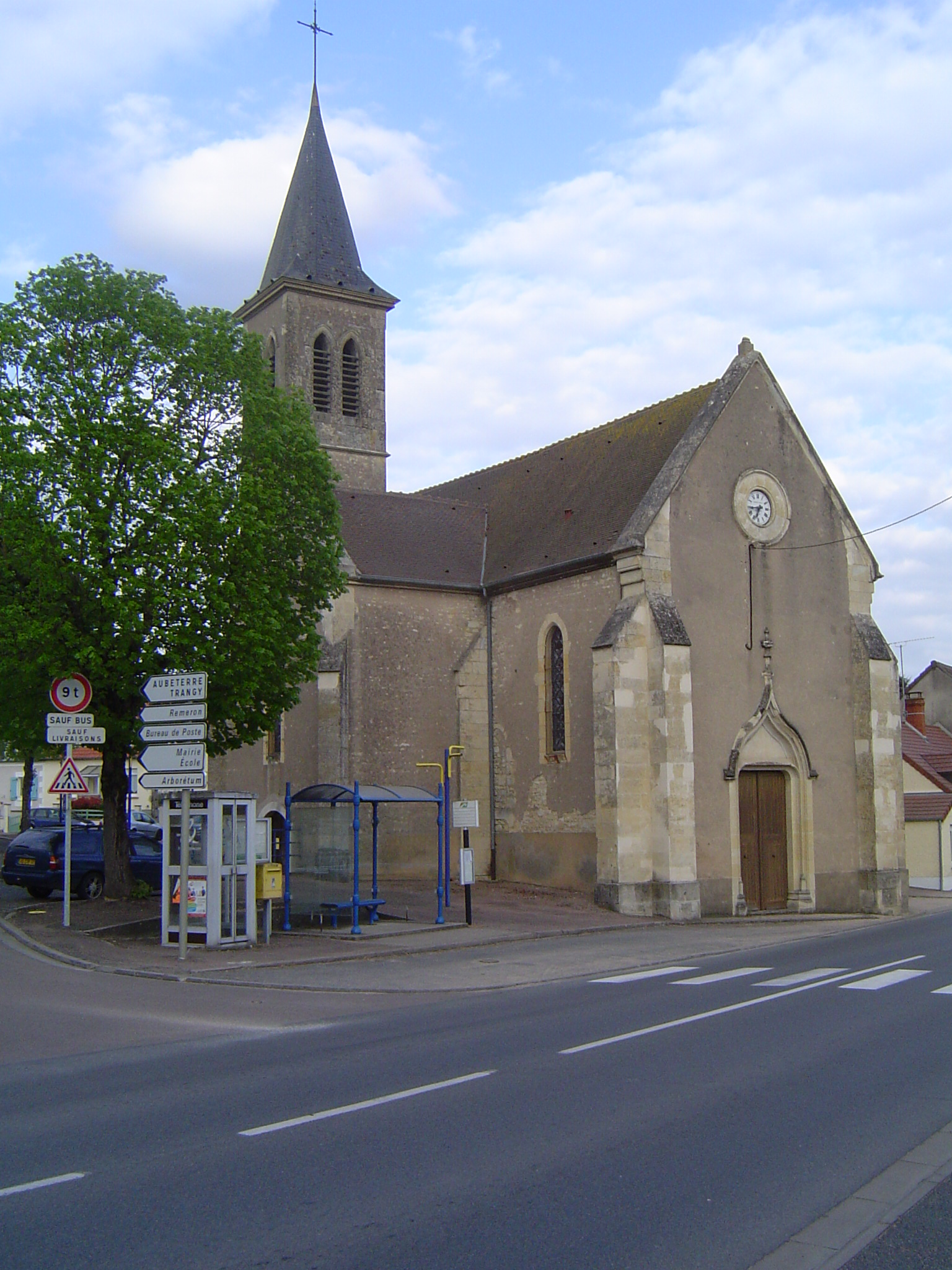
L'église paroissiale.

La commune compte plusieurs lieux et monuments remarquables :
- le pigeonnier du XVIe siècle, seul reste du château de Saint-Éloi démoli au XIXe siècle ;
- le château de Trangy et son ancien moulin à vent du XIXe siècle ;
- le château de Venille des XVe et XVIIe siècles : corps central flanqué de pavillons rectangulaires tour carrée avec escalier à vis, tours rondes aux angles de la façade orientale ; chapelle du XIXe siècle ;
- les anciens moulins à eau (Cholet, Harlot) ;
- l'église Saint-Éloi du XIIIe siècle, remaniée au XIXe siècle ;
- l'ancienne église romane Saint-Symphorien de Chaluzy du XIIe siècle, classée monument historique depuis 1974, restaurée : plan rectangulaire, nef plafonné chœur à chevet plat, clocher-tour-carrée, linteau orné de méandres et d'une rosace ;
- l'ancienne chapelle de la maladrerie de Saint-Lazare (quartier du Mouësse-la Baratte) ;
- les vestiges du prieuré de Faye, jardins maraîchers multi-séculaires sur la plaine alluviale des bords de la Loire : maisons des jardiniers-maraîchers, fontaines, lavoir, murs de culture ;
- les sables de la plage de la Maison Rouge (au bord de la Loire) ;
- la caserne des pompiers de l'agglomération de Nevers ;
- le pont Pierre-Bérégovoy permettant à l'autoroute A77 de traverser la Loire.